# 克卜勒 (孫燕姿專輯)
《克卜勒》為新加坡歌手孫燕姿的第十二張錄音室專輯，於2014年2月5日預購，2月27日正式發行。2015年1月13日，此專輯發行限量1500套的黑膠唱片版本。

## 評價
在中華音樂人交流協會推薦2014年第一季發行的專輯及歌曲中，專輯《克卜勒》與同名歌曲〈克卜勒〉均名列在內。認為專輯《克卜勒》「成功呈現出天后般的高度及水準，唱法更為純熟，貫穿靈魂深度，滲透到每一個細胞。誠懇度高，歌詞詮釋自然，不炫技，個人特質強烈。難以訴說的魔力，可以讓聽眾透過她的角度看到故事的每一個角落。」對整張專輯給予「不得不推薦的專輯」高度評價；而歌曲〈克卜勒〉則認為「延續孫燕姿的歌曲風格，豐富的音樂層次，誠意和創意具足的歌曲，曲式也非常完整，很值得想學寫歌的人觀摩。使用的意象繁複，有抽象性，唱腔並不好詮釋，但孫燕姿獨特的嗓音，將層次感一一劃分出來，帶領聽眾進入一場傳說旅程，是位非常有悟性的歌手。」

## 曲目
| 曲序     | 曲目                                        |              | 作曲     | 编曲        | 製作人   | 备注       | 时长  |
| -------- | ------------------------------------------- | ------------ | -------- | ----------- | -------- | ---------- | ----- |
| 1.       | 克卜勒（Kepler）                            | Hush         | Hush     | Martin Tang | 孫燕姿   | 首波主打   | 4:19  |
| 2.       | 渴（Thirst）                                | 黃婷、粱錦興 | 黃晟峰   | 蔡明耀      | 李偲菘   | 第五波主打 | 4:42  |
| 3.       | 無限大（Infinite Possibilities）            | 陳鎮川       | 李偉菘   | 蔡明耀      | 李偉菘   | 第三波主打 | 4:12  |
| 4.       | 尚好的青春（Best Days Of My Youth）         | 潘協慶       | 郭文賢   | 蔡明耀      | 李偉菘   | 第四波主打 | 4:25  |
| 5.       | 天使的指紋（Angel's Fingerprints）          | 林夕         | 李偉菘   | Terence Teo | 李偉菘   | 第二波主打 | 4:36  |
| 6.       | 銀泰（Yintai）                              | 冷玩妹       | 伍家輝   | Martin Tang | 孫燕姿   |            | 4:23  |
| 7.       | 圍繞（Revolve Revolve）                     | 廖瑩如       | 李偲菘   | Martin Tang | 李偲菘   |            | 3:17  |
| 8.       | 錯覺（Mirage）                              | 岑寧兒       | 岑寧兒   | 石頭        | Kenn C   |            | 4:14  |
| 9.       | 比較幸福（Happier）                         | 葛大為       | 蔡健雅   | 韓立康      | 王治平   |            | 4:36  |
| 10.      | 雨還是不停地落下（It Dosen't Stop Raining） | Hush         | 郭文賢   | Martin Tang | 李偲菘   |            | 4:49  |
| 总时长： | 总时长：                                    | 总时长：     | 总时长： | 总时长：    | 总时长： | 总时长：   | 42:57 |

## 音樂录影帶
| 歌曲       | 導演   | 發佈時間      | 附註 |
| ---------- | ------ | ------------- | ---- |
| 克卜勒     | 黄中平 | 2014年2月14日 |      |
| 天使的指纹 | 黄中平 | 2014年2月27日 |      |
| 无限大     | 陈映之 | 2014年3月18日 |      |
| 尚好的青春 | 徐筠轩 | 2014年4月3日  |      |
| 渴         | 呂來慧 | 2014年4月18日 |      |

## 銷售成績
| 榜單                    | 最高位 |
| ----------------------- | ------ |
| 台灣 5大唱片 華語榜     | 1      |
| 台灣 佳佳唱片華語榜     | 1      |
| 台灣 G-Music風云榜      | 1      |
| 中國大陸 信諾榜         | 1      |
| 香港 HMV銷售榜 綜合榜   | 1      |
| 香港 唱片商會銷量榜     | 1      |
| 新加坡 HMV銷售榜 亞洲榜 | 1      |

## 獎項及票選
- 第十九屆新加坡金曲獎
  - 最佳專輯獎《克卜勒》
  - 最佳演繹女歌手獎 ／ 孫燕姿
  - 最受歡迎女歌手獎 ／ 孫燕姿
  - 933醉心龍虎榜年度頂尖金曲〈天使的指紋〉
  - 最佳本地作曲〈天使的指紋〉／ 李偉菘
- 2014 iTunes年度最佳音樂（台灣及新加坡地區）[6]
  - 年度最佳專輯《克卜勒》
- 2014 Hit Fm年度百首單曲[7]
  - 02 克卜勒
  - 15 天使的指紋
  - 36 无限大
- 2014 Hit Fm年度十大專輯[8]
  - 十大專輯《克卜勒》
- 博客來年度百大
  - 2014年度華語暢銷歌手 TOP.2
- 第五屆全球流行音樂金榜
  - 年度最佳女歌手 ／ 孫燕姿
  - UFM100.3點播冠軍〈尚好的青春〉
  - 年度20大金曲〈克卜勒〉
  - 年度最佳作詞人〈克卜勒〉 ／ HUSH
- 2015 HITO流行音樂獎頒獎典禮
  - Hito年度十大華語歌曲〈克卜勒〉
  - Hito長壽專輯《克卜勒》（17週）
  - Hito海外歌手（新加坡） ／ 孫燕姿
  - Hito作詞人〈克卜勒〉 ／ HUSH
- 中華音樂人交流協會
  - 2014年度十大專輯《克卜勒》
  - 2014年度十大單曲〈克卜勒〉
- 第26屆金曲獎流行音樂類
  - 最佳單曲製作人獎〈克卜勒〉／ 孫燕姿（入圍）
- 2014年度蒙牛酸酸乳MusicRadio中國TOP排行榜
  - 年度最受歡迎唱片《克卜勒》（港台地區）
  - 年度最受歡迎金曲〈克卜勒〉（港台地區）
- 第11届全球华语歌曲排行榜
  - 最受欢迎女歌手五强
  - 二十大最受欢迎金曲（天使的指纹）

## 來源
1. ↑  孙燕姿新专辑《克卜勒》27日发行 （页面存档备份，存于），亚太日报，2014年2月27日
2. ↑  五大唱片 克卜勒专辑信息 （页面存档备份，存于）
3. ↑  .   [2014-09-23]. （原始内容存档于2020-06-07）.
4. ↑  . 台灣佳佳唱片行.   [2014-03-12]. （原始内容存档于2014-03-12）.
5. ↑  . 信諾榜.   [2014-03-12]. （原始内容存档于2014-11-12）.
6. ↑  iTunes年度最佳音樂、電影火熱出爐[永久]
7. ↑  .   [2014-12-31]. （原始内容存档于2018-04-03）.
8. ↑  .   [2015-02-13]. （原始内容存档于2015-02-15）.